# Championnat du Mexique de football 1959-1960
Navigation
Saison précédente Saison suivante
La Primera División 1959-1960 est la dix-septième édition de la première division mexicaine.
Lors de ce tournoi, le Chivas de Guadalajara a conservé son titre de champion du Mexique face aux treize meilleurs clubs mexicains.
Chacun des quatorze clubs participant au championnat était confronté deux fois aux treize autres.

## Les 14 clubs participants
| \| Mexico: Club América CF Atlante Club Necaxa Guadalajara: CF Atlas Chivas de Guadalajara Oro de Jalisco Club Deportivo Zamora Zacatepec CF Tampico Oro Morelia / Deportivo Toluca FC FC León Mexico Guadalajara Deportivo Irapuato Club Celaya \| Localisation des clubs engagés dans le championnat. |
| Mexico: Club América CF Atlante Club Necaxa Guadalajara: CF Atlas Chivas de Guadalajara Oro de Jalisco Club Deportivo Zamora Zacatepec CF Tampico Oro Morelia / Deportivo Toluca FC FC León Mexico Guadalajara Deportivo Irapuato Club Celaya                                                           |

| Club                       | Stade                          | Capacité          | Ville                |
| Club América               | Stade Olímpico Universitario   | 62 214            | Mexico               |
| CF Atlante                 | Stade inconnu                  | Capacité inconnue | Mexico               |
| CF Atlas                   | Stade Felipe Martínez Sandoval | 10 000            | Guadalajara          |
| Club Celaya (en)           | Stade Miguel Alemán            | 25 500            | Celaya               |
| Chivas de Guadalajara      | Stade Felipe Martínez Sandoval | 10 000            | Guadalajara          |
| Deportivo Irapuato         | Stade inconnu                  | Capacité inconnue | Irapuato             |
| Oro de Jalisco             | Stade Felipe Martínez Sandoval | 10 000            | Guadalajara          |
| FC León                    | Stade inconnu                  | Capacité inconnue | León                 |
| Oro Morelia                | Campo Morelia                  | Capacité inconnue | Morelia              |
| Club Necaxa                | Parque Oblatos                 | Capacité inconnue | Mexico               |
| CF Tampico                 | Stade inconnu                  | Capacité inconnue | Tampico              |
| Club Toluca                | Stade Nemesio Díez             | 27 000            | Toluca               |
| Zacatepec                  | Stade Coruco Díaz              | 16 000            | Zacatepec de Hidalgo |
| Club Deportivo Zamora (en) | Stade Moctezuma                | Capacité inconnue | Zamora               |

## Compétition
Les quatorze équipes s'affrontent à deux reprises selon un calendrier tiré aléatoirement.
Le classement est établi sur l'ancien barème de points (victoire à 2 points, match nul à 1, défaite à 0).
Le départage final se fait selon les critères suivants si le titre ou la relégation sont en jeu :
- Le nombre de points.
- Un match de départage.

Sinon le départage final se fait selon les critères suivants :
- Le nombre de points.
- La différence de buts générale.
- La différence de buts particulière.
- Le nombre de buts marqué à l'extérieur.
- Le tirage au sort.

### Classement
| Rang | Équipe                     | Pts | J  | G  | N  | P  | Bp | Bc | Diff |
| ---- | -------------------------- | --- | -- | -- | -- | -- | -- | -- | ---- |
| 1    | Chivas de Guadalajara (T)  | 38  | 26 | 17 | 4  | 5  | 52 | 37 | +15  |
| 2    | Club América               | 34  | 26 | 14 | 6  | 6  | 38 | 29 | +9   |
| 3    | CF Atlas                   | 31  | 26 | 11 | 9  | 6  | 43 | 33 | +10  |
| 4    | FC León                    | 30  | 26 | 12 | 6  | 8  | 51 | 36 | +15  |
| 5    | Club Toluca                | 30  | 26 | 12 | 6  | 8  | 47 | 34 | +13  |
| 6    | Deportivo Irapuato         | 28  | 26 | 10 | 8  | 8  | 43 | 35 | +8   |
| 7    | CF Tampico (P)             | 25  | 26 | 8  | 9  | 9  | 52 | 55 | -3   |
| 8    | Oro de Jalisco             | 25  | 26 | 9  | 7  | 10 | 44 | 53 | -9   |
| 9    | Club Necaxa (C)            | 24  | 26 | 6  | 12 | 8  | 41 | 46 | -5   |
| 10   | Zacatepec                  | 23  | 26 | 7  | 9  | 10 | 43 | 43 | 0    |
| 11   | CF Atlante                 | 22  | 26 | 7  | 8  | 11 | 37 | 43 | -6   |
| 12   | Club Celaya (en)           | 22  | 26 | 7  | 8  | 11 | 31 | 44 | -13  |
| 13   | Oro Morelia                | 20  | 26 | 6  | 8  | 12 | 32 | 35 | -3   |
| 14   | Club Deportivo Zamora (en) | 12  | 26 | 4  | 4  | 18 | 32 | 63 | -31  |

| Légende : Qualifications et relégations | Légende : Qualifications et relégations                                                              |
| --------------------------------------- | --- |
|                                         | Relégué en Primera División A                                                                        |
|                                         | (T) : Tenant du titre (C) : Vainqueur de la Copa México 1959-1960 (P) : Promu de la saison 1958-1959 |

## Bilan du tournoi
| Tableau d'Honneur    |                       |
| Compétition          | Vainqueur             |
| Primera División     | Chivas de Guadalajara |
| Copa México          | Club Necaxa           |
| Campeón de Campeones | Chivas de Guadalajara |

| Promotions et relégations     |                            |
| Relégué en Primera División A | Club Deportivo Zamora (en) |
| Promu de Primera División A   | CF Monterrey               |